# Piz Segnas
Piz Segnas är ett berg i Schweiz. Det ligger i den östra delen av landet, 140 km öster om huvudstaden Bern. Toppen på Piz Segnas är 3 099 meter över havet, eller 634 meter över den omgivande terrängen. Bredden vid basen är 17,7 km.
Terrängen runt Piz Segnas är huvudsakligen bergig, men åt sydväst är den kuperad. Närmaste större samhälle är Domat, 17,9 km sydost om Piz Segnas. 
Trakten runt Piz Segnas består i huvudsak av gräsmarker. Runt Piz Segnas är det ganska glesbefolkat, med 47 invånare per kvadratkilometer.